# Zaclotathra
Zaclotathra is een geslacht van rechtvleugeligen uit de familie krekels (Gryllidae). De wetenschappelijke naam van dit geslacht is voor het eerst geldig gepubliceerd in 2003 door Gorochov.

## Soorten
Het geslacht Zaclotathra omvat de volgende soorten:
- Zaclotathra glorious Gorochov, 2003
- Zaclotathra oligoneura Chopard, 1951